# Чемпіонат світу з гірськолижного спорту 2023
Чемпіонат світу з гірськолижного спорту 2023 пройшов 5–19 лютого на французьких курортах Куршевель та Мерібель.

## Медальний підсумок

### Таблиця медалей
*   Країна-господарка ( Франція)
| Місце               | Країна              | Золото | Срібло | Бронза | Загалом |
| ------------------- | ------------------- | ------ | ------ | ------ | ------- |
| 1                   | Швейцарія           | 3      | 3      | 1      | 7       |
| 2                   | Норвегія            | 2      | 3      | 4      | 9       |
| 3                   | США                 | 2      | 2      | 0      | 4       |
| 4                   | Італія              | 2      | 1      | 1      | 4       |
| 5                   | Канада              | 2      | 0      | 2      | 4       |
| 6                   | Німеччина           | 1      | 0      | 1      | 2       |
| 6                   | Франція*            | 1      | 0      | 1      | 2       |
| 8                   | Австрія             | 0      | 3      | 4      | 7       |
| 9                   | Греція              | 0      | 1      | 0      | 1       |
| Загалом (9 збірних) | Загалом (9 збірних) | 13     | 13     | 14     | 40      |

### Чоловіки
| Дисципліна                     | Золото                        | Золото                    | Срібло                           | Срібло                 | Бронза                    | Бронза                |
| ------------------------------ | ----------------------------- | ------------------------- | -------------------------------- | ---------------------- | ------------------------- | --------------------- |
| Швидкісний спуск               | Марко Одерматт Швейцарія      | 1:47.05                   | Александер Омодт Кільде Норвегія | 1:47.53                | Камерон Александер Канада | 1:47.94               |
| Супергігант                    | Джеймс Кроуфорд Канада        | 1:07:22                   | Александер Омодт Кільде Норвегія | 1:07:23                | Алексі Пентюро Франція    | 1:07.48               |
| Гігантський слалом             | Марко Одерматт Швейцарія      | 2:34.08                   | Лоїк Мейяр Швейцарія             | 2:34.40                | Марко Шварц Австрія       | 2:34.48               |
| Слалом                         | Генрік Крістофферсен Норвегія | 1:39.50                   | Ей Джей Гінніс Греція            | 1:39.70                | Алекс Фінатцер Італія     | 1:39.88               |
| Гірськолижна комбінація        | Алексі Пентюро Франція        | 1:53.31                   | Марко Шварц Австрія              | 1:53.41                | Рафаель Газер Австрія     | 1:53.75               |
| Паралельний гігантський слалом | Александер Шмід Німеччина     | Александер Шмід Німеччина | Домінік Рашнер Австрія           | Домінік Рашнер Австрія | Тімон Гауґан Норвегія     | Тімон Гауґан Норвегія |

### Жінки
| Дисципліна                     | Золото                        | Золото                        | Срібло                    | Срібло                    | Бронза                                           | Бронза                        |
| ------------------------------ | ----------------------------- | ----------------------------- | ------------------------- | ------------------------- | ------------------------------------------------ | ----------------------------- |
| Швидкісний спуск               | Ясмін Флюрі Швейцарія         | 1:28.03                       | Ніна Ортліб Австрія       | 1:28.07                   | Корінне Зутер Швейцарія                          | 1:28.15                       |
| Супергігант                    | Марта Бассіно Італія          | 1:28.06                       | Мікейла Шиффрін США       | 1:28.17                   | Корнелія Гюттер АвстріяКайса Вікхофф Лі Норвегія | 1:28.39                       |
| Гігантський слалом             | Мікейла Шиффрін США           | 2:07.13                       | Федеріка Бріньоне Італія  | 2:07.25                   | Раґнгільд Мовінкель Норвегія                     | 2:07.35                       |
| Слалом                         | Лоранс Сен-Жермен Канада      | 1:43.15                       | Мікейла Шиффрін США       | 1:43.72                   | Лена Дюрр Німеччина                              | 1:43.84                       |
| Гірськолижна комбінація        | Федеріка Бріньоне Італія      | 1:57.47                       | Венді Гольденер Швейцарія | 2:08.08                   | Рікарда Газер Австрія                            | 2:08.11                       |
| Паралельний гігантський слалом | Марія Терезе Твіберґ Норвегія | Марія Терезе Твіберґ Норвегія | Венді Гольденер Швейцарія | Венді Гольденер Швейцарія | Тея Луїз Штьєрнесунн Норвегія                    | Тея Луїз Штьєрнесунн Норвегія |

### Змішані
| Дисципліна                   | Золото                                                                          | Срібло | Бронза                                                   |
| ---------------------------- | ------------------------------------------------------------------------------- | --- | -------------------------------------------------------- |
| Командні паралельні змагання | СШАТоммі Форд Кеті Генсієн Паула Мольцан Ніна О'браєн Рівер Радамус Люк Вінтерс | НорвегіяТімон Гауґан Крістін Люсдаль Лейф Крістіан Нествольд-Гауґен Александер Стен Ольсен Тея Луїз Штьєрнесунн Марія Терезе Твіберґ | КанадаВалері Ґреньє Ерік Рід Джеффрі Рід Брітт Річардсон |

## Виступ української збірної
| Спортсмен                                 | Змагання                       | 1 спуск | 1 спуск | 2 спуск | 2 спуск | Час     | Відставання | Місце |
| Спортсмен                                 | Змагання                       | Час     | Місце   | Час     | Місце   | Час     | Відставання | Місце |
| ----------------------------------------- | ------------------------------ | ------- | ------- | ------- | ------- | ------- | ----------- | ----- |
| Іван Ковбаснюк Закарпатська область       | комбінація                     | 1:13.72 | 44      | DNF     | DNF     | DNF     | DNF         | DNF   |
| Іван Ковбаснюк Закарпатська область       | супергігант                    | Н/Д     | Н/Д     | Н/Д     | Н/Д     | 1:13.16 | +5.94       | 43    |
| Іван Ковбаснюк Закарпатська область       | швидкісний спуск               | Н/Д     | Н/Д     | Н/Д     | Н/Д     | 1:54.04 | +6.99       | 40    |
| Іван Ковбаснюк Закарпатська область       | слалом                         | DNF     | DNF     | DNF     | DNF     | DNF     | DNF         | DNF   |
| Іван Ковбаснюк Закарпатська область       | гігантський слалом             | 1:29.96 | 49      | 1:23.78 | 42      | 2:53.74 | +19.66      | 42    |
| Дмитро Шепʼюк Закарпатська область        | слалом                         | 53.85   | 29      | 54.24   | 22      | 1:48.09 | +8.48       | 22    |
| Тарас Філяк Івано-Франківська область     | слалом                         | 54.88   | 36      | DNF     | DNF     | DNF     | DNF         | DNF   |
| Максим Марійчин Івано-Франківська область | слалом                         | 55.92   | 38      | DNF     | DNF     | DNF     | DNF         | DNF   |
| Анастасія Шепіленко Закарпатська область  | супергігант                    | Н/Д     | Н/Д     | Н/Д     | Н/Д     | 1:33.05 | +4.99       | 30    |
| Анастасія Шепіленко Закарпатська область  | слалом                         | 1:00.39 | 64      | DNQ     | DNQ     | DNQ     | DNQ         | DNQ   |
| Анастасія Шепіленко Закарпатська область  | гігантський слалом             | 1:07.83 | 42      | 1:09.29 | 36      | 2:17.12 | +9.99       | 36    |
| Анастасія Шепіленко Закарпатська область  | паралельний гігантський слалом | DNF     | DNF     | DNF     | DNF     | DNF     | DNF         | DNF   |
| Юлія Маковецька Івано-Франківська область | слалом                         | DNF     | DNF     | DNF     | DNF     | DNF     | DNF         | DNF   |
| Юлія Маковецька Івано-Франківська область | гігантський слалом             | 1:11.99 | 51      | DNF     | DNF     | DNF     | DNF         | DNF   |

## Зовнішні посилання
- Офіційний сайт